# Isséane

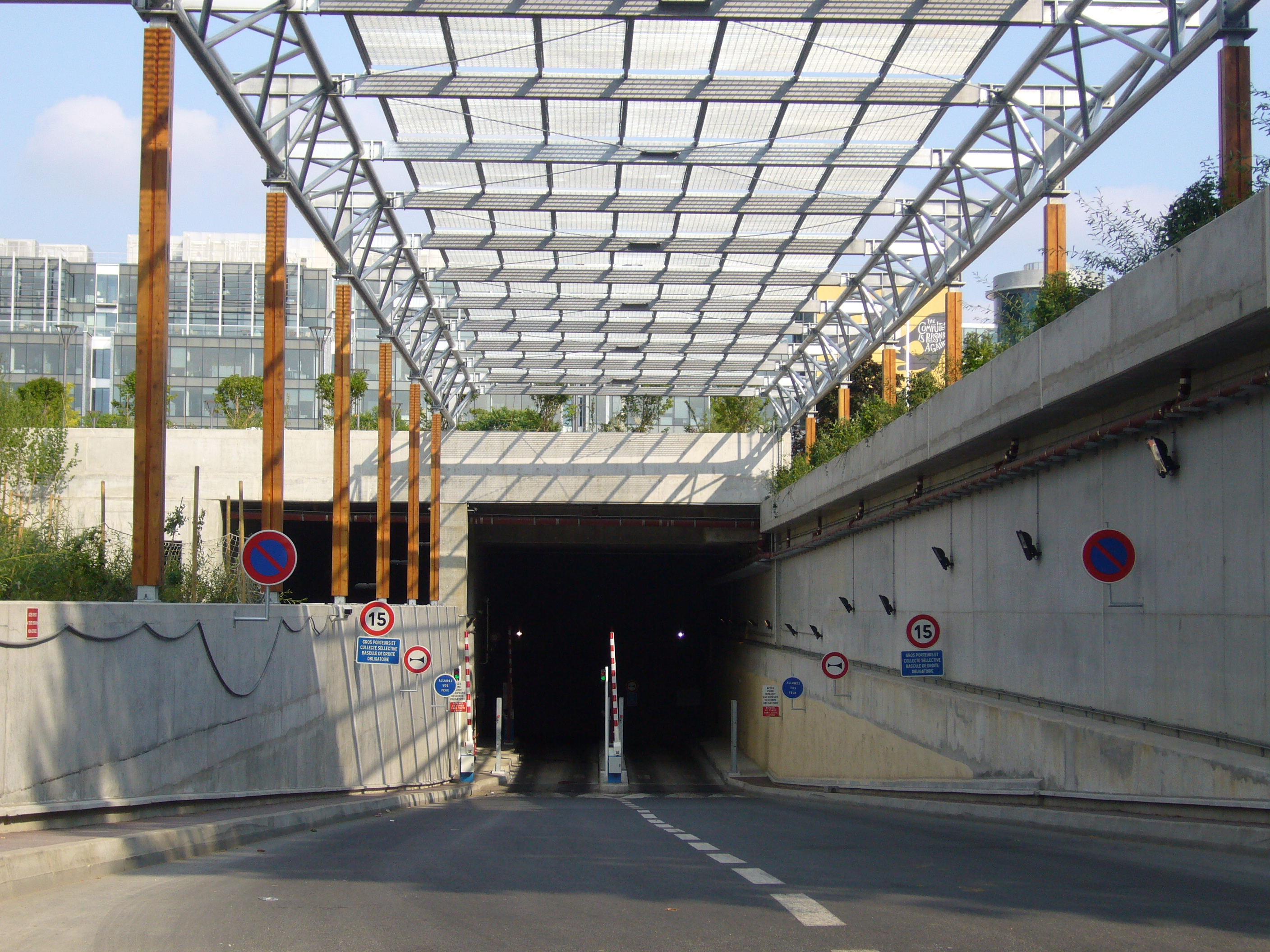
Accès à l'usine pour les camions.

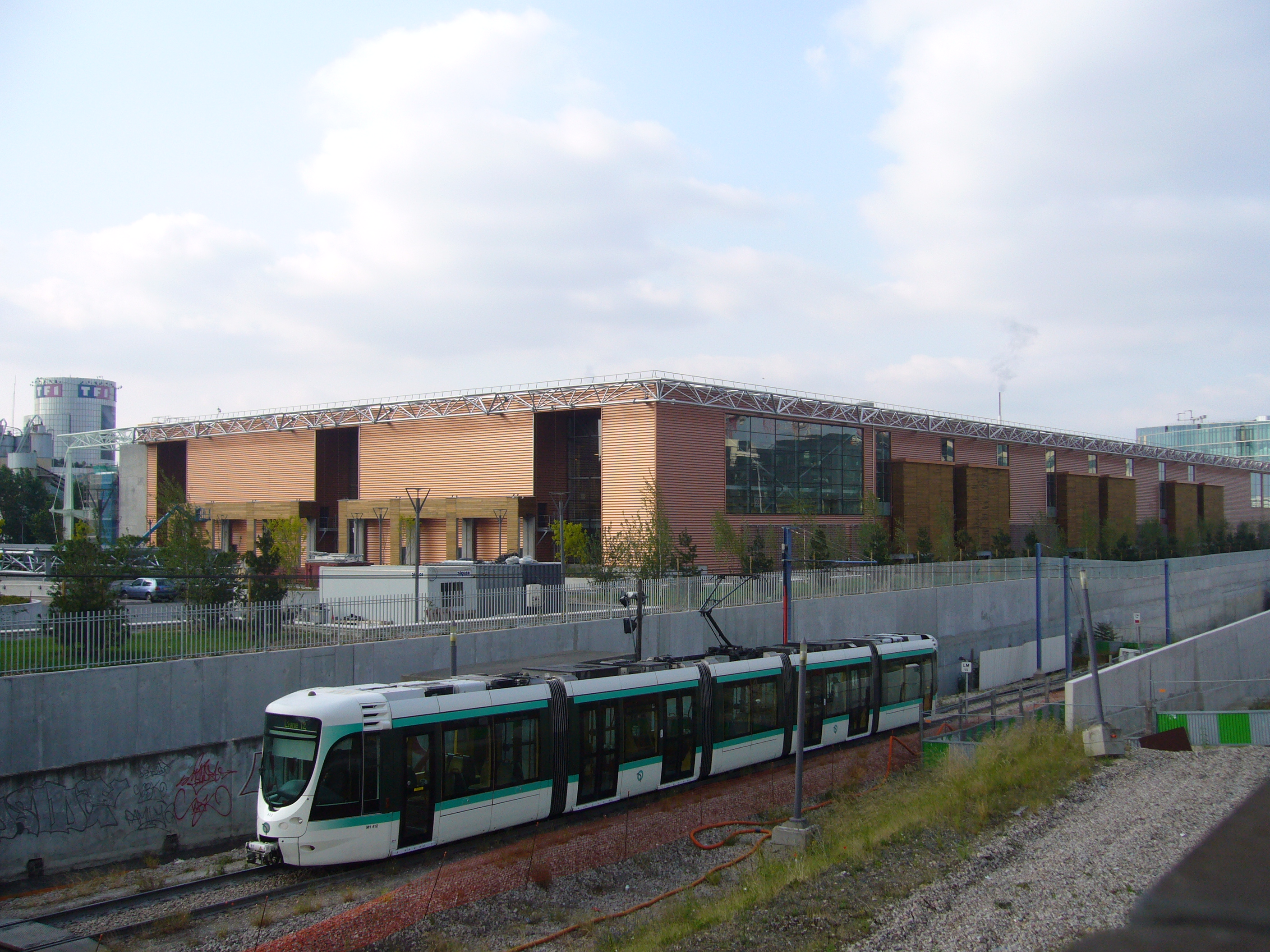
Vue d'Isséane depuis le quai du RER C.

Isséane est un centre de traitement de déchets du Syctom, l'agence métropolitaine des déchets ménagers situé quai du Président-Roosevelt dans la ville d'Issy-les-Moulineaux.

## L'incinérateur
L'incinérateur remplace l'ancienne usine de traitement des déchets, la TIRU, qui a cessé ses activités à la fin de l'année 2007. Le chantier a démarré en 2003 et s'est achevé fin 2008 avec une mise en service dans la foulée. Toutefois, le centre fut déjà en fonctionnement depuis décembre 2007. Situé dans le quartier d'affaires du Val de Seine, le centre est enterré à une profondeur de 31 m sous le sol et les cheminées sont invisibles, permettant à cette usine d'être écologique, en minimisant la gêne pour les riverains.
Le coût de l'opération a été d'environ 540 millions d'euros HT.
Deux filières de traitement sont présentes sur le site :
- un centre de tri des collectes sélectives (55 000 t/an) qui assure la valorisation des matériaux en vue de leur recyclage[1] ;
- un centre de valorisation énergétique qui traite les déchets non recyclables (460 000 t/an) par combustion et produira de la vapeur pour chauffer l'équivalent de 79 000 logements et de l'électricité pour les besoins du centre et l'exportation sur le réseau national[1].

Isséane ne rejette pas d'effluents industriels et garantit une absence de nuisance olfactive de par la mise en dépression de la fosse de réception des déchets par aspiration d'air.
L'ensemble des toits d'Isséane sont végétalisés et les façades du bâtiment sont toutes équipées de jardinières avec des arbres plantés matures provenant de pépinières.

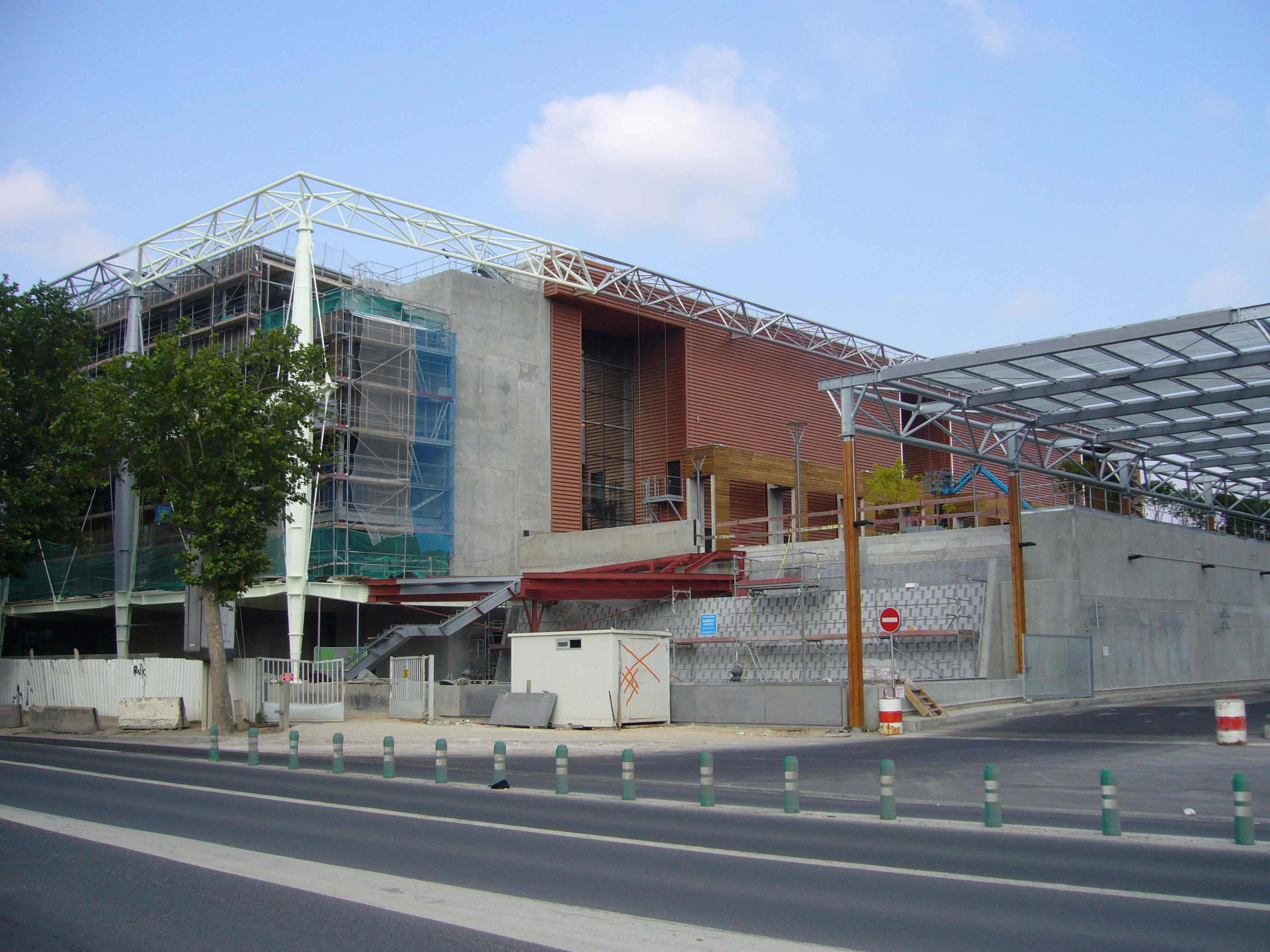
Travaux de l'usine aux abords du quai du Président Roosevelt.
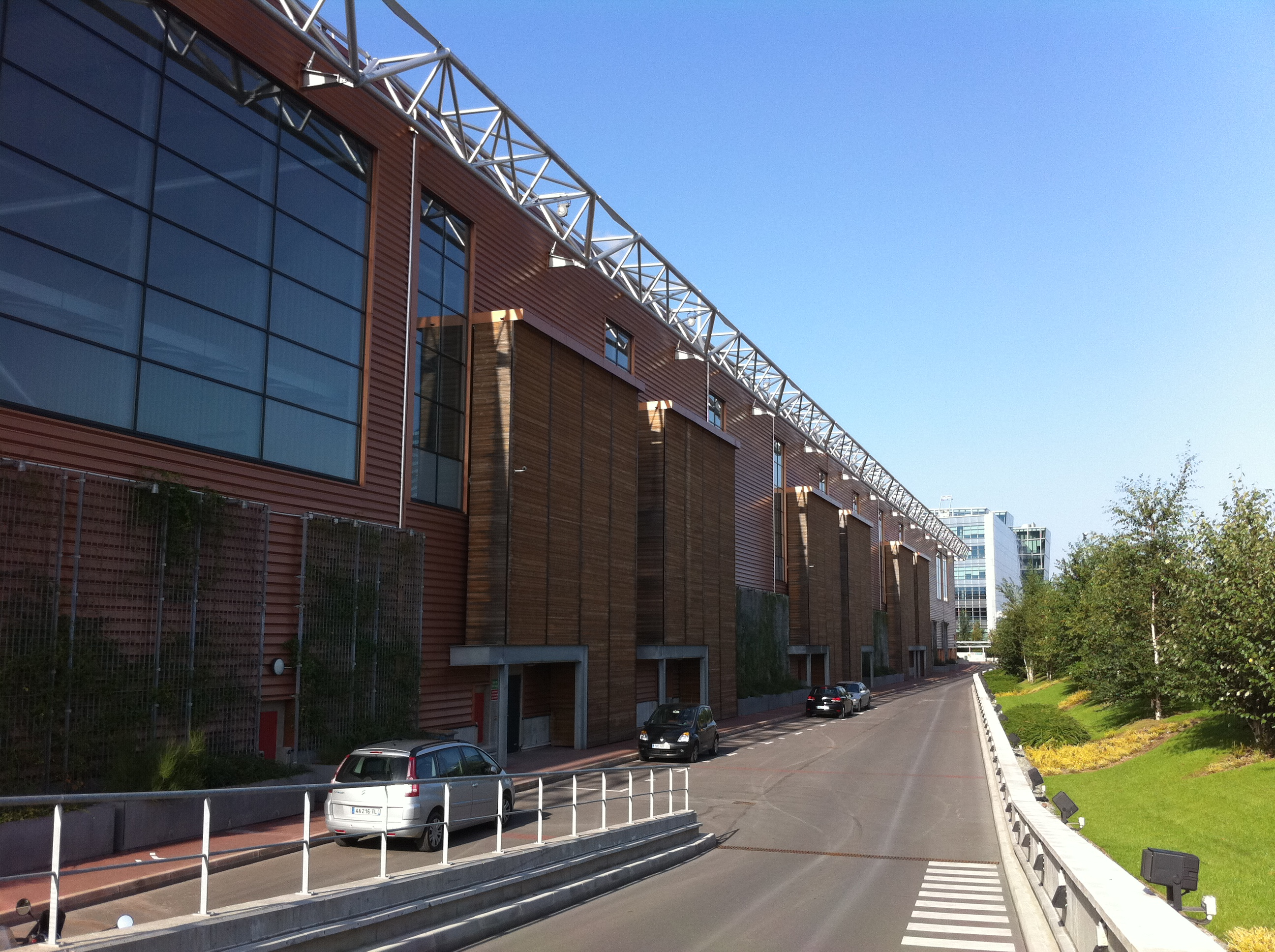
Vue extérieure.
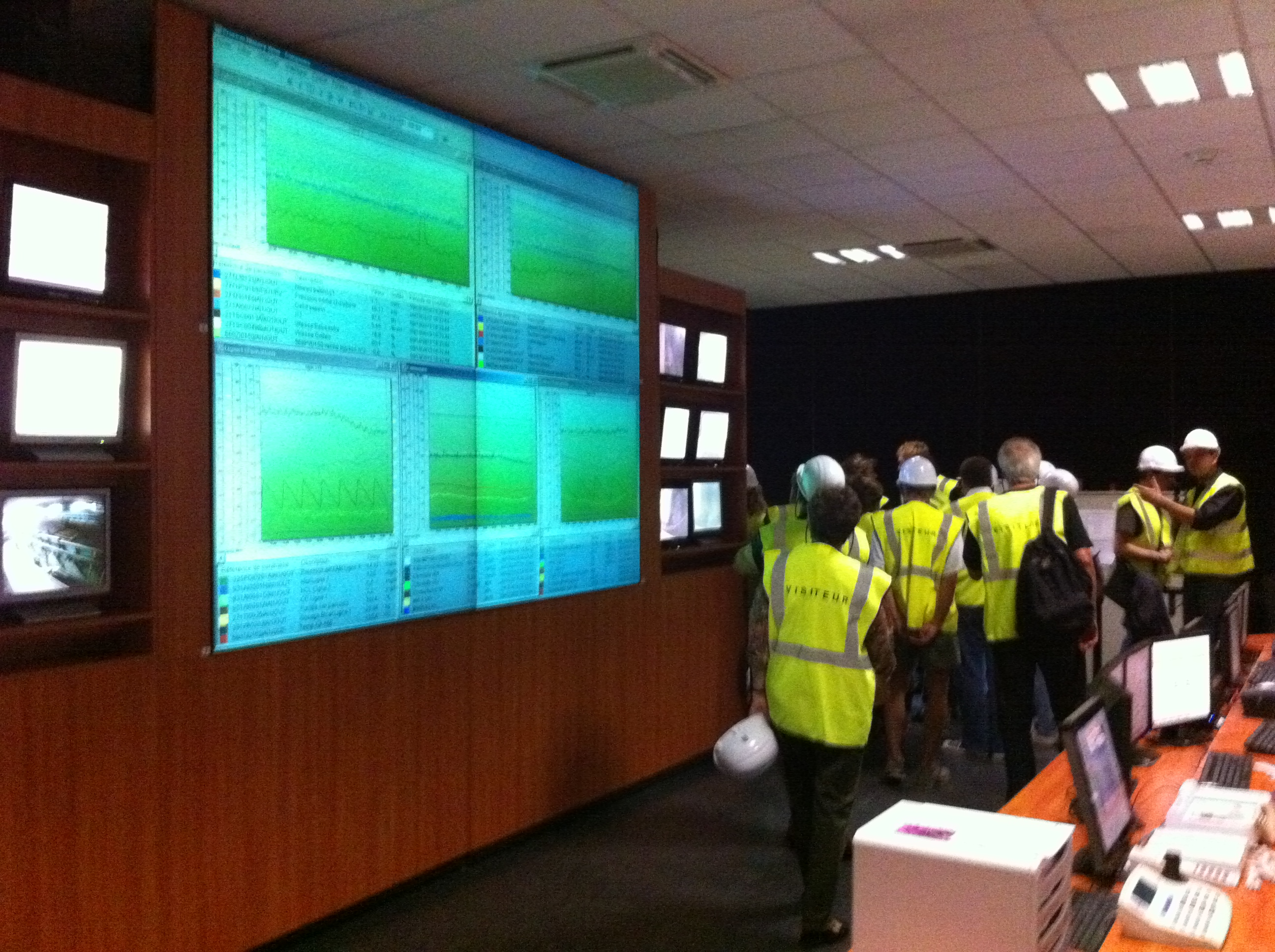
Salle de contrôle de l'usine d'incinération.
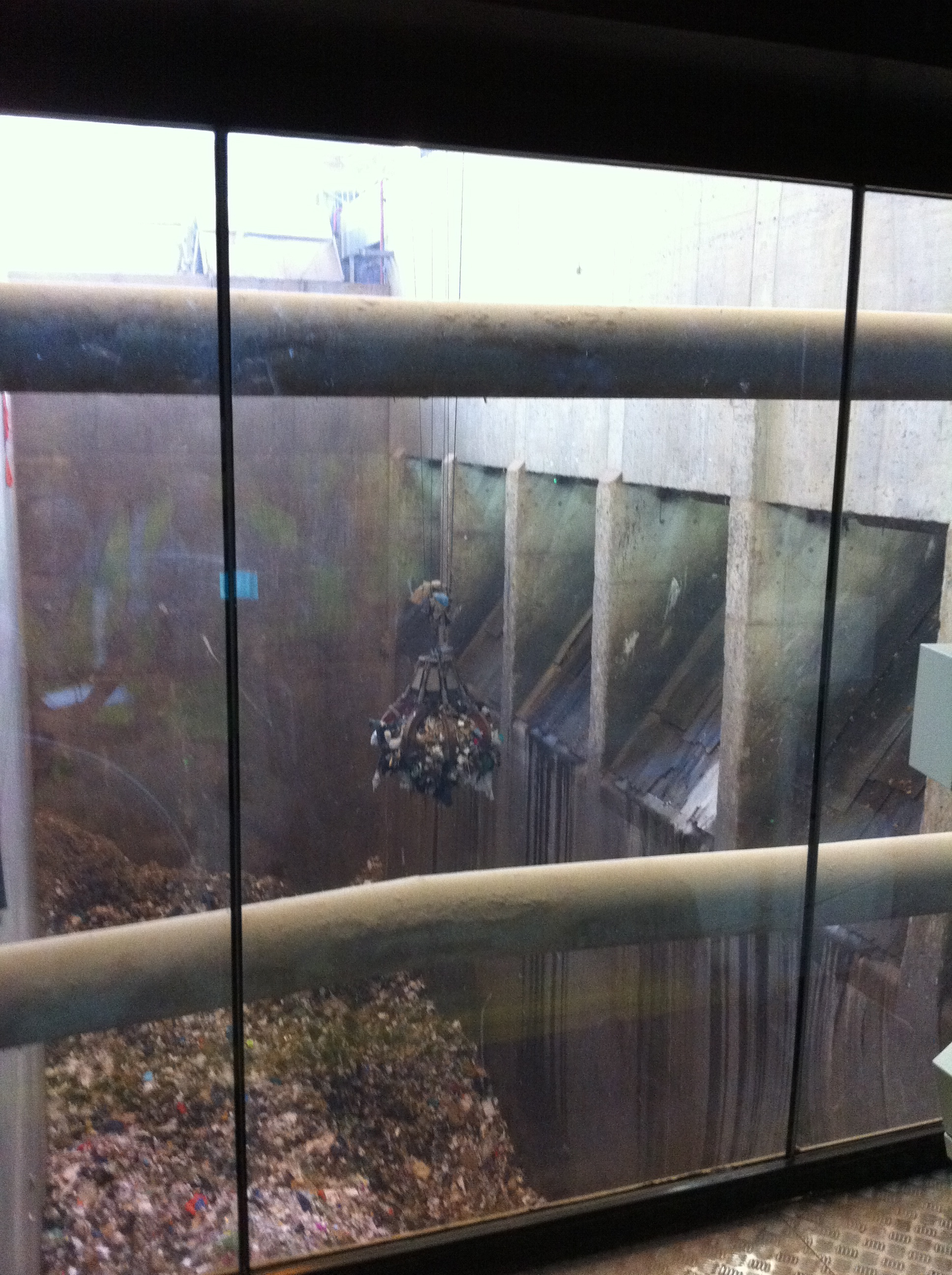
Lieu de déversement des ordures ménagères.

## Pour approfondir